# Rorschacherberg
Rorschacherberg é uma comuna da Suíça, no Cantão São Galo, com cerca de 6.590 habitantes. Estende-se por uma área de 7,11 km², de densidade populacional de 927 hab/km². Confina com as seguintes comunas: Eggersriet, Goldach, Horn (TG), Lutzenberg (AR), Rorschach, Thal, Untereggen.
A língua oficial nesta comuna é o Alemão.